# Charles Sackville (6e comte de Dorset)
Pour les articles homonymes, voir Charles Sackville.
Charles Sackville (24 janvier 1638 – 29 janvier 1706), est le 6e comte de Dorset et le 1er comte de Middlesex, ainsi qu'un poète et courtisan anglais du règne de Charles II d'Angleterre.
Il est le fils de Richard Sackville (1622 – 1677), 5e comte de Dorset, dont il hérite son titre et ses domaines à sa mort.
Il est un important mécène pour le monde des lettres, et favorise de ce fait le plein épanouissement de la littérature de la Restauration anglaise. Il a notamment pour domestique le jeune Robert Gould, lequel a la possibilité d'apprendre à lire et à écrire grâce à cet emploi, et de devenir ensuite un poète important de l'époque.

## Biographie
Charles Sackville semble avoir participé aux frasques avec lesquelles Charles Sedley et le comte de Rochester ont gagné leur réputation sulfureuse. En 1662, lui et son frère Edward, avec trois autres gentlemen, sont inculpés du meurtre d’un tanneur appelé Hoppy. Ils firent valoir pour leur défense qu’ils poursuivaient des bandits et avaient pris le malheureux pour l’un d’entre eux. Les jeunes gens semblent avoir été acquittés : lorsqu’en 1663 Charles Sedley est jugé pour un outrage à la pudeur commis à Covent Garden, Sackville, encore une fois impliqué, est admonesté par le juge qui lui reproche de n’avoir tenu aucun compte de sa mansuétude l’année précédente.
Ses excentricités semblent avoir été moins insupportables à ses contemporains que celles d’autres personnages similaires : il n'est jamais nettement impopulaire, et l’on rapporte que Rochester se plaignit un jour à Charles II de cette différence de traitement entre eux.
En 1665, le comte de Dorset se porta volontaire pour servir sous les ordres du duc de York lors de la deuxième guerre anglo-néerlandaise. D’après Matthew Prior, Dorset imagina sa célèbre chanson To all you ladies now at Land (« À vous toutes mesdames restées au pays ») la nuit précédant la victoire remportée au large de Harwich, le 3 juin 1665.
La gaieté et l’esprit du comte lui assurèrent la constante amitié de Charles II mais ne plurent pas particulièrement à Jacques II, qui lui tenait en outre rigueur de ses vues sur sa maîtresse, Catherine Sedley. Dorset se retira donc de la cour lors de la succession au trône, pour y revenir ensuite sur l’invitation de Guillaume III, qui le fit conseiller privé, Lord Chamberlain (1689) et chevalier de la Jarretière (1692).

## Un grand protecteur du monde littéraire
Dorset, lui-même homme de lettres, fut un généreux protecteur du monde littéraire. Lorsque John Dryden perdit son titre de Poète Lauréat, il lui accorda à ses frais une pension d’un montant équivalent. Matthew Prior, dans la dédicace à ses Poems on Several Occasions (1709), affirme que l’opinion de Dorset était régulièrement recherchée par le poète Edmund Waller, que le duc de Buckingham suspendit la publication de La Répétition jusqu’à obtenir son avis, et même que Samuel Butler et William Wycherley lui devaient la première reconnaissance officielle de leur talent. L’éloge fait par Prior comporte sans aucun doute une part d’extravagance, mais Dorset semble avoir réellement développé de puissantes qualités intellectuelles après les frasques de sa jeunesse. Bien qu’il ait laissé lui-même peu de poèmes, aucun n’est dénué d’intérêt. 